# Blakistons visuil
Blakistons visuil (Ketupa blakistoni, synoniem: Bubo blakistoni) maakt deel uit van de uilen (Strigidae). De uil is genoemd naar de Britse ontdekkingsreiziger en bioloog Thomas Wright Blakiston, die het dier in 1883 ontdekte op het Japanse eiland Hokkaido. De vogel werd in 1885 door de Britse ontdekkingsreiziger en ornitholoog Henry Seebohm beschreven. Het is een visuil die vooral jaagt op amfibieën en vissen in ooibos langs rivieren.

## Omschrijving

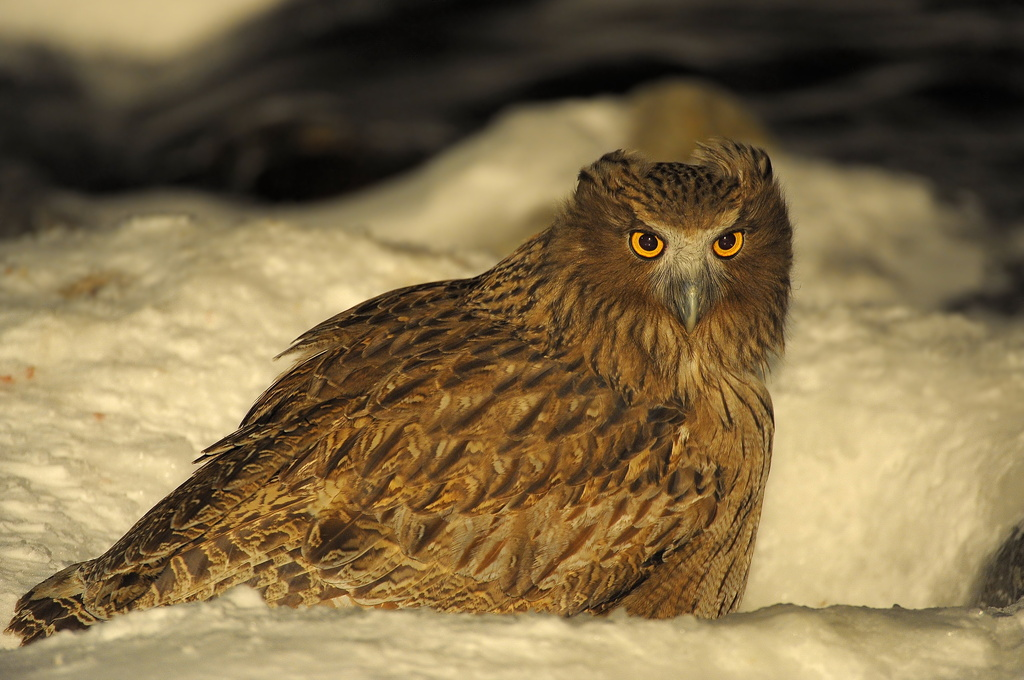
Blakistons visuil

Er zijn ooit vier ondersoorten beschreven in de literatuur. De ondersoort piscivorus uit Noordoost-China wordt nu echter gerekend tot doerriesi en de ondersoort karafutonis van het eiland Sachalin tot de nominaat  blakistoni. Blakistons visuil is waarschijnlijk de grootste soort uil, met een lengte van 60-67 cm. Het gewicht ligt tussen de 3,1 tot 4,6 kilogram; de vrouwtjes zijn gemiddeld 25% zwaarder. De spanwijdte is 175-190 centimeter. De uil lijkt op de oehoe (Bubo bubo)  maar Blakistons visuil is doffer en lichter van kleur en heeft brede gerafelde oorpluimen. De bovenste gedeelten zijn donkerbruin en gestreept. De onderste gedeeltes zijn bleker bruin. De keel is wit. De iris is geel (de oehoe heeft een oranje iris). De ondersoort doerriesi heeft gemiddeld langere vleugels en een wit vlekje op de kruin.

## Voorkomen en leefgebied
Blakistons visuil komt voor in dichte bossen langs rivieren in het noorden van China, het aangrenzend gebied in Rusland en in het noorden van Japan. Het leefgebied is ooibos, met grote oude bomen om in te nestelen, de nabijheid van meren, rivieren, zandbanken en bronnen, die niet bevriezen in de winter.
De soort telt twee ondersoorten:
- K. b. doerriesi: noordoostelijk China en zuidoostelijk Siberië.
- K. b. blakistoni: Sachalin, de Koerilen en Hokkaido.

Blakistons visuil voedt zich voornamelijk met vis als snoek, meervalachtigen, kwabaal, forel en zalm. Deze vissen wegen soms evenveel als de uil. In Rusland voeden de uilen zich in het voorjaar met amfibieën, vooral met de bruine kikkersoort Rana dybowskii. De uilen waden door het ondiepe water en loeren op de rivierbanken op hun prooi. Wetenschappers in Japan hebben Blakistons visuilen beschreven die knaagdieren en marters vingen. Ook is bekend dat de dieren op andere vogels jagen en soms ook aas eten.

## Voortplanting
Blakistons visuil is voornamelijk actief tijdens zonsopgang en zonsondergang. Tijdens het broedseizoen zijn ze echter gedurende de gehele dag actief; het dier brengt voor een uil een ongewoon grote hoeveelheid tijd op de grond door.
Blakistons visuil broedt door fluctuaties in de aanwezigheid van voedsel niet ieder jaar. Het eieren leggen begint midden maart, wanneer de grond en de bomen nog bedekt zijn met sneeuw. Uit gegevens van Japanse en Russische waarnemingen blijkt dat de dieren voor hun broedplaats een voorkeur hebben voor holle bomen. Meestal wordt slechts één ei gelegd (6,2 centimeter lang en 4,9 centimeter breed); de mannetjes voorzien het broedende vrouwtje en later de jongen van eten. Het vrouwtje bebroedt de eieren gedurende 35 dagen en de jongen verlaten het nest binnen 35-40 dagen, maar worden tot enkele maanden daarna nog door de ouders gevoerd. De jongen blijven nog tot ongeveer twee jaar op het territorium van de ouders voordat zij een eigen territorium zoeken. Als de uil volgroeid is heeft het dier weinig natuurlijke vijanden.

## Status
De populatie was in 2012 in Japan ongeveer 60 broedparen; op het vasteland van Azië bestaat een grotere populatie. In 2016 werd door BirdLife International de totale wereldpopulatie geschat 1000 tot 2500 volwassen exemplaren. Blakistons visuil wordt bedreigd door habitatverlies waarbij riviergeleidende bossen worden gekapt en rivieren worden gekanaliseerd en de directe omgeving intensief agrarisch wordt ontwikkeld. In Rusland worden visuilen soms doodgeschoten door jagers. Om deze redenen staat deze soort als bedreigd op de Rode Lijst van de IUCN.
De Amerikaanse natuurbeschermingsbioloog Jonathan Slaght heeft naast zijn wetenschappelijk onderzoek aan deze uil een boek geschreven waarin hij zijn avonturen beschrijft in het uiterste zuidoosten van Rusland bij het doen van onderzoek. Daarbij komen in dit boek ook de problemen met de bescherming zoals houtkap, andere vormen van habitatverlies en illegale jacht uitgebreid aan de orde.

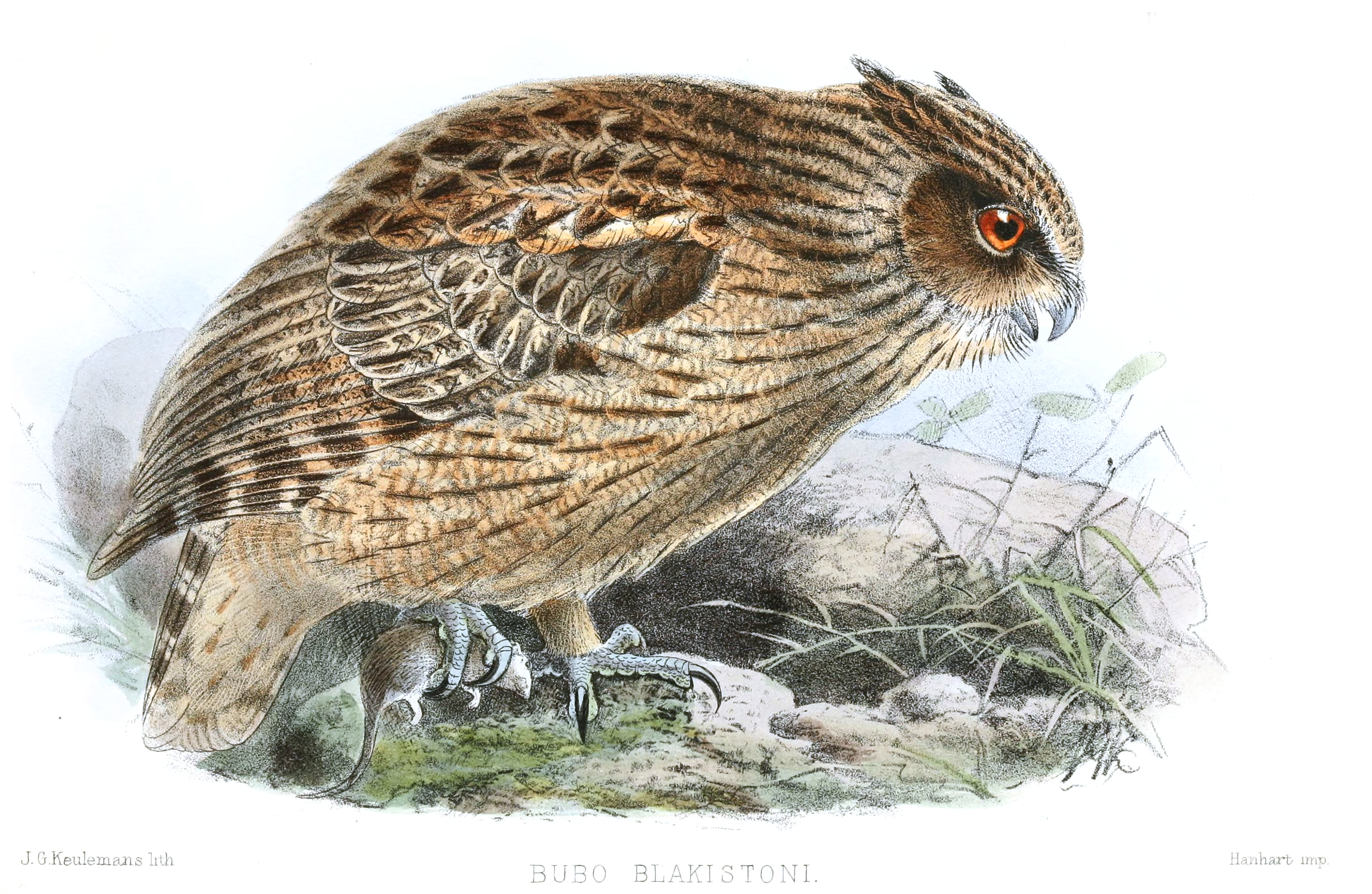
Illustratie gemaakt door John Gerrard Keulemans.
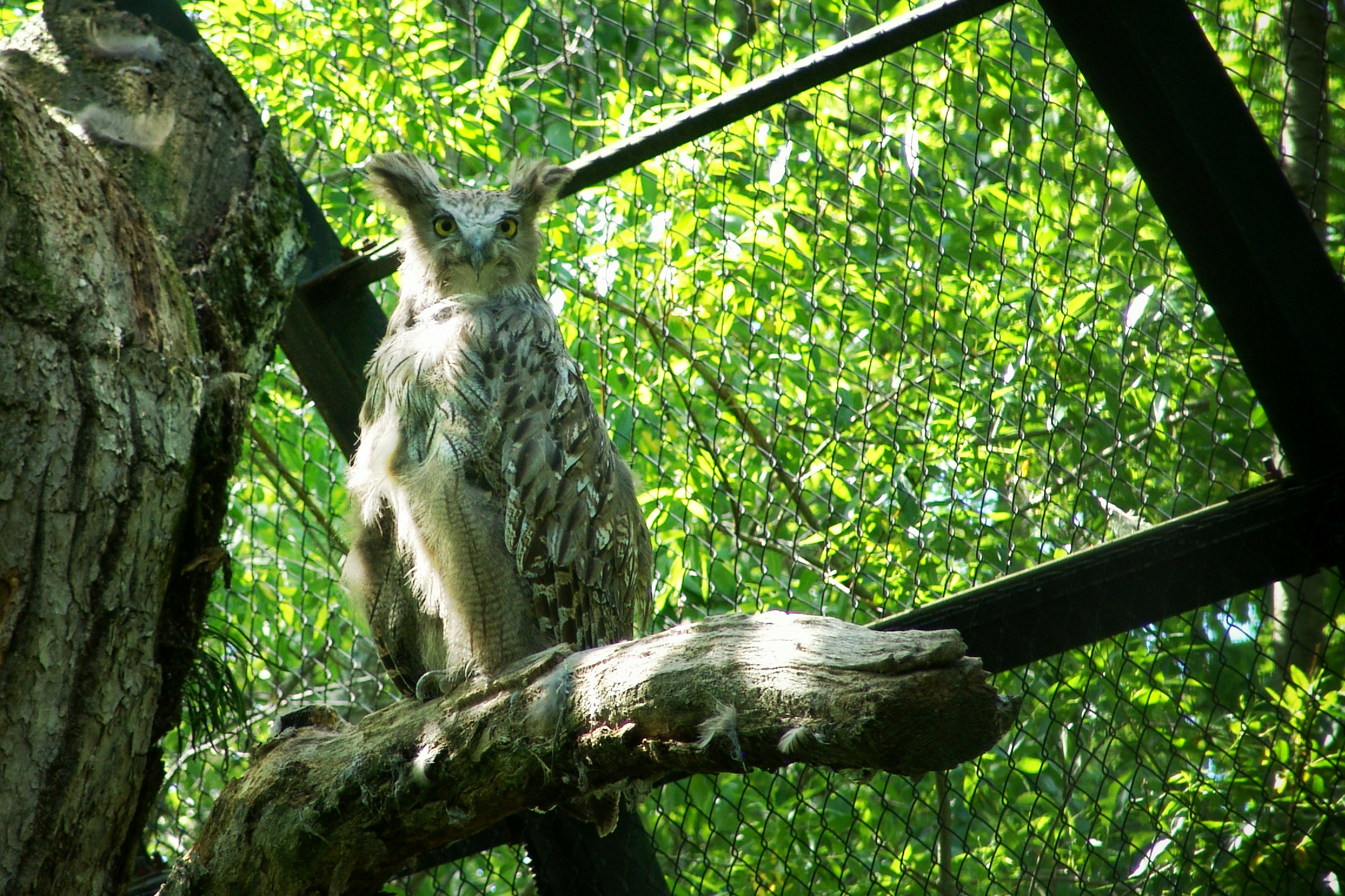